# 程本直
程 本直（てい ほんちょく）は中国の金庸の武侠小説『碧血剣』ならびに袁崇煥を主人公とした小説・ドラマに登場する架空の人物。『碧血剣』の主要人物の一人である青竹幇の幇主・程青竹（程本剛）の兄。明末の名将・袁崇煥の配下の武将・軍師。

## 経歴
程本直は元来、一介の平民に過ぎず、袁崇煥とは面識がなかった。しかし、袁崇煥の名声を聞き、その志に強く胸を打たれ、遂には三度袁崇煥のもとを訪ね、面会を求めた。しかし、袁崇煥は軍務で多忙の身であり、会えずじまいであった。それでも諦めきれなかった程本直は、袁崇煥の軍に入り、必死に力を尽くして手柄を立てた。その苦労が実り、程本直の働きは袁崇煥の目に留まって、ついに彼は袁崇煥の配下の武将になった。袁崇煥はその後、後金の反間の計に陥れられて冤罪を被り、猜疑心の強い崇禎帝によって、百刻みの刑に処されることになった。程本直は憤慨し、袁崇煥の無実を訴えた。だが、上奏文の内容があまりに大胆かつ率直過ぎたために、程本直までも崇禎帝の怒りを買ってしまい、その結果、程本直は死罪に処されることになった。死の間際、程本直は袁崇煥の雄姿と活躍を讃えるべく『漩声記』という書を書き残し、併せて弟の程本剛に言い残した、
「袁督師のために死ねるならまさに本望だ。ただ俺の亡骸を、袁督師の傍に葬り、墓標に記してくれ、『一対の愚か者、一双の命知らず』と……。そう記してくれるのなら、たとえ死罪になろうが、心残りはない」と。崇禎帝のお触れにより袁崇煥の冤罪を信じた北京の民衆は激怒し、袁崇煥を「国賊・大罪人」と非難して憎んだ。袁崇煥の処刑後、遺体は北京の民衆によって荒らされ、散逸した。程本直の「袁崇煥の傍に葬って欲しい」との遺言も果たされることはなかった。

## 中国ドラマ『袁崇煥』における描写
武侠小説『碧血剣』のオリジナルキャラクターであるが、2018年の『袁崇煥』（日本未公開）に、逆輸入される形で登場し、袁崇煥の配下の武将ではなく参謀・軍師役のポジションである。演じた俳優は劉屹宸。作中における程本直は袁崇煥の軍師ではあるが、それ以上に袁崇煥のよき親友・最大の理解者の一人としての一面が強く描かれる。
ドラマ『袁崇煥』で程本直は孫承宗の弟子であり、当初は官界の汚さに失望して在野に遊歴していたが、袁崇煥の志の高さと三顧の礼に感激し、その参謀となった。程本直は冷静沈着にして頭脳明晰であり、先々の見通しも利くチートキャラ的な存在であり、袁崇煥に対して度々的確な助言をし、袁崇煥の危機や苦難を救い、その大志の実現を強く後押し。袁崇煥の参謀・軍師役として大活躍した。最期は、袁崇煥の処刑と時期を同じくして、その後を追って自刎する。忠義を誓った主君・袁崇煥に殉ずるくだりは、『碧血剣』のエピソードを踏襲したものであるといえる。